# Marvin Monterroza
Marvin Wilfredo Monterroza Delzas (ur. 3 marca 1991 w Metapán) – salwadorski piłkarz występujący na pozycji środkowego pomocnika, reprezentant Salwadoru, od 2017 roku zawodnik Alianzy.